# Spindlestone
Spindlestone är en ort i civil parish Belford, i grevskapet Northumberland i England. Orten är belägen 17 km från Wooler. Spindlestone var en civil parish 1866–1955 när det uppgick i Easington. Civil parish hade 46 invånare år 1951.